# Caio Júnior
Caio Júnior, pseudônimo de Luiz Carlos Sarolli (Cascavel, 8 de março de 1965 — La Unión, 28 de novembro de 2016) foi um treinador e futebolista brasileiro que atuou como atacante.
Quando treinador, Caio dirigiu vários times tradicionais do futebol brasileiro, como o Paraná Clube, Palmeiras, Bahia, Goiás, Flamengo, Botafogo, Grêmio, Vitória, Criciúma e Chapecoense. No exterior, destacam-se as passagens por Vissel Kobe, do Japão, Al-Gharafa, do Qatar, e Al Jazira, dos Emirados Árabes.

## Carreira

### Como jogador
Caio Júnior até então conhecido apenas como Caio chegou no Grêmio em 1980, com 15 anos. Em 1981 já como Caio Júnior, pois no time profissional já existia outro Caio subiu para o Juvenil A, categoria de base do Grêmio, tendo rapidamente subido novamente, dessa vez pros Juniores, que foram campeões naquele ano de 1982 com gols do Caio Junior na final do Campeonato Gaúcho de Juniores, contra os Juniores do Internacional. 
Entre 1985 e 1987, Caio Júnior atuou no Grêmio, onde sagrou-se tricampeão gaúcho. Também foi o artilheiro do Campeonato Gaúcho, com 15 gols, em 1985.
Em seguida, Caio transferiu-se para o futebol português, defendendo o Vitória de Guimarães, onde ganhou uma Supertaça de Portugal na época de 87/88.
Depois transferiu-se para o Estrela Amadora, fez parte do time campeão da II Liga (2ª divisão). Voltou ao Brasil, em 1994, para mais uma vez conquistar um título gaúcho, desta vez, pelo Internacional.
No ano seguinte, porém, retornou a Portugal, vestindo a camisa do Belenenses. Sem brilhar, acabou retornando ao Brasil.
Foi contratado pelo Novo Hamburgo em 1996 onde conquistou a segunda divisão do campeonato Gaúcho. Em 1997, passou pelo Paraná Clube, mesmo clube que viria a treinar depois e ganhar destaque nacional como técnico ao conseguir a vaga para a Libertadores da América de 2007. Nos últimos anos de sua carreira, Caio migrou por diversos clubes pequenos, até encerrá-la no Rio Branco.

### Como técnico
Assim que parou de jogar, Caio teve escolinha de futebol em Curitiba, depois foi comentarista de futebol no Paraná, e recebeu um convite para treinar os juniores. Assim começou a saga desse grande Técnico. Caio acabou recebendo um convite para ser o treinador do Paraná, clube pelo qual conquistara, como jogador, o título de campeão paranaense de 1997.
Contudo, foi no comando do Cianorte, em 2005, que o nome de Caio Júnior ganharia projeção nacional, uma vez que sua equipe venceu o Corinthians no primeiro jogo da segunda fase da Copa do Brasil, chamado 'jogo de ida', pela contagem expressiva de 3–0. O feito foi muito valorizado, pois o timão formara uma grande equipe para aquela temporada, chegando ao título Brasileiro daquele ano, com jogadores de expressão como Fábio Costa, Carlos Tevez, Roger, Carlos Alberto, Nilmar, Gustavo Nery e Javier Mascherano. Porém, o Cianorte não resistiu à pressão, e na segunda partida, chamada 'jogo de volta', em São Paulo, foi goleado pelo clube paulista por 5–1, sendo assim eliminado do torneio, pois na soma dos resultados, houve uma vitória para cada equipe, porém o Corinthians marcou um gol a mais.
Um ano mais tarde, novamente à frente do Paraná Clube, Caio comprovou, de fato, ser um grande treinador, ao levar o time à quinta posição do Campeonato Brasileiro de 2006, classificando o clube para a sua primeira Copa Libertadores da América.
Em dezembro de 2006, acabou assinando contrato com o Palmeiras.
Durante a disputa do Campeonato Brasileiro de 2007, levou o Palmeiras à disputa de uma vaga na Libertadores. Contudo, a perda da classificação, nas últimas rodadas, acabou-lhe custando sua permanência, em dezembro de 2007. No mesmo ano foi reconhecido como o melhor técnico do Campeonato Brasileiro (na premiação da CBF), também esteve como técnico da Seleção Paulista de Futebol em 2007. Logo depois assumiu a equipe do Goiás.
No comando do Goiás, levou seu time às oitavas de final da Copa do Brasil, quando enfrentou o Corinthians. Após uma vitória de 3-1, em Goiânia, o Goiás acabou sendo eliminado, ao perder o jogo de volta por 4-0. Desclassificado da Copa do Brasil, restava a disputa do título estadual, que acabou sendo perdido para o Itumbiara. Após deixar o Goiás, veio o convite para dirigir o Flamengo.
No Flamengo, Caio assumiu a tarefa de recuperar um time desestabilizado, após a eliminação da Copa Libertadores para o América do México, em pleno Maracanã. Apesar de uma boa campanha durante o Campeonato Brasileiro, teve o melhor ataque da competição, entretanto, ficando na quinta colocação, logo não conseguindo a vaga para a Copa Libertadores da América, assim, como não correspondeu às expectativas da diretoria do rubro-negro, foi demitido logo após o término do Brasileirão.
Em 2009, após uma passagem de seis meses no Japão como treinador do Vissel Kobe, Caio Jr. acertou a sua ida para o Al-Gharafa do Qatar, mesmo time em que atuava o meio-campista Juninho Pernambucano. Após dois anos no clube ganhando a Liga Nacional, a Copa do Príncipe e Star Cup no primeiro ano. No segundo Caio teve um acordo de rescisão  de contrato após uma derrota diante do Al-Rayyan. Caio Júnior já havia decidido deixar o clube, após o fim de seu contrato em maio, entretanto, o clube resolveu antecipar o desligamento do treinador.
No dia 23 de março de 2011 acertou com o Botafogo até dezembro. O time foi considerado a sensação do Campeonato Brasileiro. Porém, no dia 17 de novembro de 2011, foi demitido, após uma sequência de maus resultados no Brasileirão.
No dia 4 de dezembro de 2011, Paulo Odone, presidente do Grêmio, oficializou a contratação de Caio Junior para a temporada de 2012.. Porém permaneceu menos de dois meses, sendo demitido em 20 de fevereiro de 2012. Em março do mesmo ano, acertou com o Al Jazira. Em menos de dois meses de Al Jazira, levou o clube a uma classificação inédita à segunda fase da Liga dos Campeões da Ásia, além do título da UAE President's Cup.
No dia 20 de julho de 2012, foi anunciado como novo treinador do Bahia.
Em 7 de dezembro de 2012, depois de quase quatro meses residindo nos Estados Unidos, Caio Júnior assumiu o Vitória, arquirrival do clube no qual havia por último trabalhado, o Bahia, e recém-promovido à Série A brasileira em 2013. Com o treinador, chegam também a Salvador o auxiliar técnico Almir Domingues e o preparador físico Solivan Dalla Valle. Em maio o treinador conquistou seu primeiro título no futebol brasileiro desde que tornou-se técnico, o de campeão baiano de 2013, após vencer justamente o Bahia na final e de forma incontestável, pelo placar de 7–3. Em 1º de setembro de 2013, após a derrota para o Criciúma em pleno Barradão, Caio Junior foi demitido do Vitória.
No dia 26 de fevereiro de 2014, foi confirmado como novo técnico do Criciúma. Após dez partidas com baixo aproveitamento, foi demitido dois meses depois, em 29 de abril.
Em junho de 2014 acertou seu retorno aos Emirados Arabes, para comandar o Al-Shabab.
No dia 25 de junho de 2016 foi contratado pela Chapecoense.

## Morte
Caio Júnior foi uma das vítimas fatais da queda do voo 2933 da LaMia, no dia 28 de novembro de 2016 às 22h15 (hora da Colômbia ou 0h15 hora de Brasília), na cidade de La Unión, próximo a Medellín, na Colômbia. A aeronave transportava a equipe da Associação Chapecoense de Futebol para Medellin, onde disputaria a primeira partida da final da Copa Sul-Americana de 2016. Além da equipe da Chapecoense, a aeronave também levava 21 jornalistas brasileiros que cobririam a partida contra o Atlético Nacional da Colômbia.

## Estatísticas
Atualizado em 29 de abril de 2014.

### Como treinador
| Clube       | Jogos | Vitórias | Empates | Derrotas | Aprov. |
| ----------- | ----- | -------- | ------- | -------- | ------ |
| Palmeiras   | 60    | 28       | 15      | 17       | 55,0%  |
| Flamengo    | 38    | 18       | 10      | 10       | 56,1%  |
| Vissel Kobe | 15    | 5        | 2       | 8        | 33,3%  |
| Botafogo    | 47    | 21       | 12      | 14       | 53,2%  |
| Grêmio      | 8     | 4        | 1       | 3        | 54,2%  |
| Bahia       | 10    | 2        | 3       | 5        | 30,0%  |
| Vitória     | 43    | 21       | 8       | 14       | 55%    |
| Criciúma    | 10    | 3        | 1       | 6        | 33,3%  |
| Al-Shabab   | 80    | 42       | 18      | 20       | 60,0%  |
| Chapecoense | 37    | 13       | 13      | 11       | 45,3%  |

## Títulos

### Como treinador
Chapecoense
- Copa Sul-Americana: 2016 (póstumo)[20]

Al Shabab
- Copa do Golfo Árabe: 2014–15

Vitória
- Campeonato Baiano: 2013

Al-Jazira
- UAE President's Cup: 2012

Al-Gharafa
- Campeonato do Qatar: 2009–10
- Stars Cup: 2009
- Copa do Sheik Tamim: 2009

Cianorte
- Campeonato do Interior Paranense: 2004

Seleção Paulista
- Troféu Miguel Arraes: 2007[21][22]

### Como jogador
Grêmio
- Campeonato Gaúcho de Juniores de 1982
- Campeonato Gaúcho: 1985, 1986, 1987

Vitória de Guimarães
- Supertaça de Portugal: 1987–88

Estrela da Amadora
- Campeonato da II Liga: 1992–93

Internacional
- Campeonato Gaúcho: 1994

Novo Hamburgo
- Campeonato Gaúcho 2ª divisão: 1996

Paraná Clube
- Campeonato Paranaense: 1997

## Artilharia
- Campeonato Gaúcho: 1985 (15 gols).